# Эскадренные миноносцы типов C и D
Эскадренные миноносцы типов C и D — типы эскадренных миноносцев, состоявшие на вооружении Королевских ВМС Великобритании и Канады в 1930-е годы и в период Второй мировой войны. Третья и четвёртая серии британских межвоенных серийных эсминцев (т. н. «стандартные» эсминцы). Два корабля — HMS Kempenfelt и HMS Duncan были спроектированы и построены в качестве лидеров флотилий. В конце 1930-х все эсминцы типа C, в 1940 году HMS Diana и в 1943 году HMS Decoy были переданы Королевским Канадским ВМС, где получили новые названия. Корабли активно использовались в годы Второй мировой войны, в ходе которой 9 из 14 эсминцев данных типов погибло.

## История создания
Эскадренные миноносцы типов C и D представляли собой несколько увеличенный вариант предыдущего типа B. На 20 % был увеличен запас топлива и установлено 76-мм зенитное орудие. Также установлены новые приборы управления артиллерийским огнём. Во избежание потери скорости из-за возросшего водоизмещения (для увеличения скорости на ½ узла) мощность ЭУ доведена до 36 000 л. с. По аналогии с типом «А» они получили тральное оборудование в ущерб средствам ПЛО, но их несколько большие размеры позволили сохранить в составе вооружения ГАС. Корабли программы типа «D» строились по тому же проекту, что и тип «С», но на них, наоборот, противолодочное вооружение было усилено за счёт снятия трального оборудования.
В качестве лидеров флотилий эсминцев типов C и D были спроектированы и построены эскадренные миноносцы HMS Kempenfelt и HMS Duncan. Они были максимально унифицированы с «рядовыми» эсминцами, отличаясь лишь в некоторых деталях, так, HMS Kempenfelt имел лишь несколько увеличенную кормовую надстройку с дополнительными помещениями для штаба командира флотилии и характеризовался отсутствием противолодочного и трального вооружения с целью снижения нагрузки.
Строились по программам 1929 (тип «С») и 1930 годов (тип «D»). По типу C планировалась постройка 9 единиц, но в связи с экономическим кризисом 1929 года закладку четырёх кораблей отменили.

## Конструкция

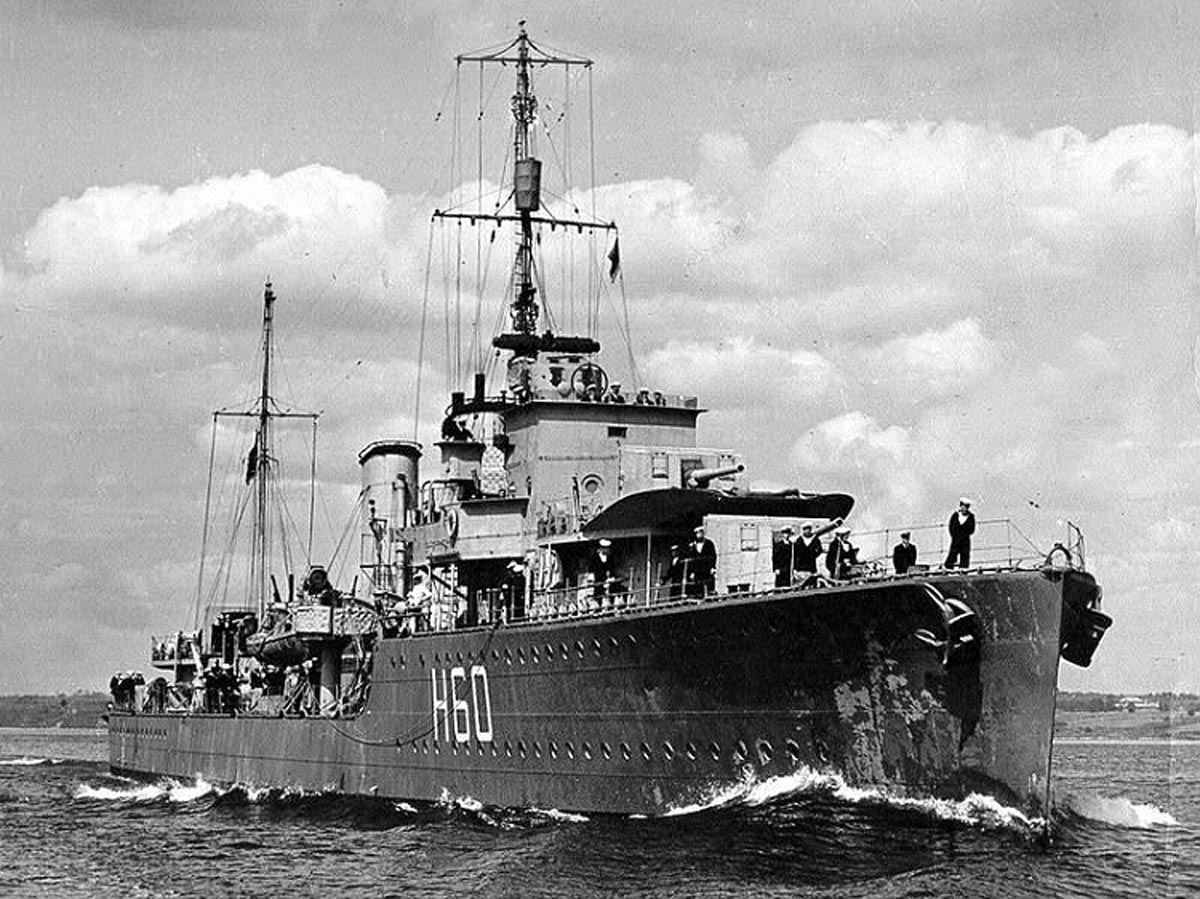
HMCS Ottawa бывший HMS Crusader (H60)

### Энергетическая установка

#### Главная энергетическая установка
Главная энергетическая установка включала в себя три трёхколлекторных Адмиралтейских котла с пароперегревателями и два турбозубчатых агрегата Парсонса с одноступенчатыми редукторами. Две турбины (высокого и низкого давления) и редуктор составляли турбозубчатый агрегат. Размещение ГЭУ — линейное.
Рабочее давление пара — 300 фунтов на квадратный дюйм (21 кгс/см², 20,4 атм.), температура — 315 °C.

#### Дальность плавания и скорость хода
Проектная мощность составляла 36 000 л. с., что должно было обеспечить скорость хода (при полной нагрузке) в 32 узла, при неполной нагрузке — 35,5 узла.
Запас топлива хранился в топливных танках, вмещавших 470 дл. тонн мазута. который обеспечивал дальность плавания 6350 миль 12-узловым ходом, 5870 миль 15-узловым ходом при проектной дальности 5500 миль, 4000 миль 20-узловым. Дальность плавания на полном ходу составляла порядка 1250 миль.

### Вооружение

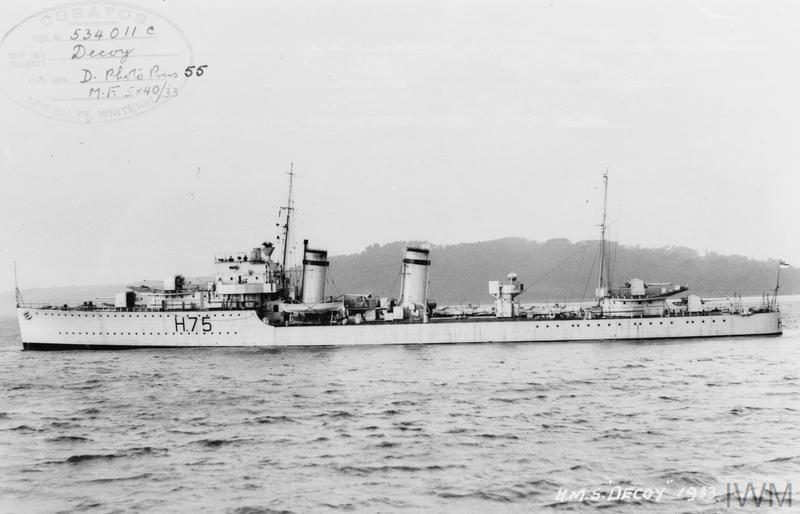
HMS Decoy (H75) в 1933 году.

Артиллерия главного калибра состояла из четырёх 120-мм орудий Mark IX. Максимальный угол возвышения 30°, снижения 10°. Масса снаряда 22,7 кг, начальная скорость 807 м/с, дальность при максимальном угле возвышения: 14 450 м. Орудия обладали скорострельностью 10 — 12 выстрелов в минуту.
Вместо устаревшего «прицела-директора для эсминцев (DDS)» внедрён полноценный ПУАС, так называемый «директор для эсминцев (DCT)», связанный с индикатором управления огнем Адмиралтейского типа Mk.I. На тип C было установлено тральное оборудование и они были приспособлены для работы «высокоскоростным тральщиком». Тип C нёс два бомбомёта, шесть глубинных бомб, тип D — два БМ и один бомбосбрасыватель (20 ГБ). Глубинные бомбы имели вес взрывчатого вещества 135 кг. На «Defender», «Diamond» и «Diana», вместо 40-мм автоматов, были установлены счетверённые 12,7-мм пулемёты.

## Служба и модернизации

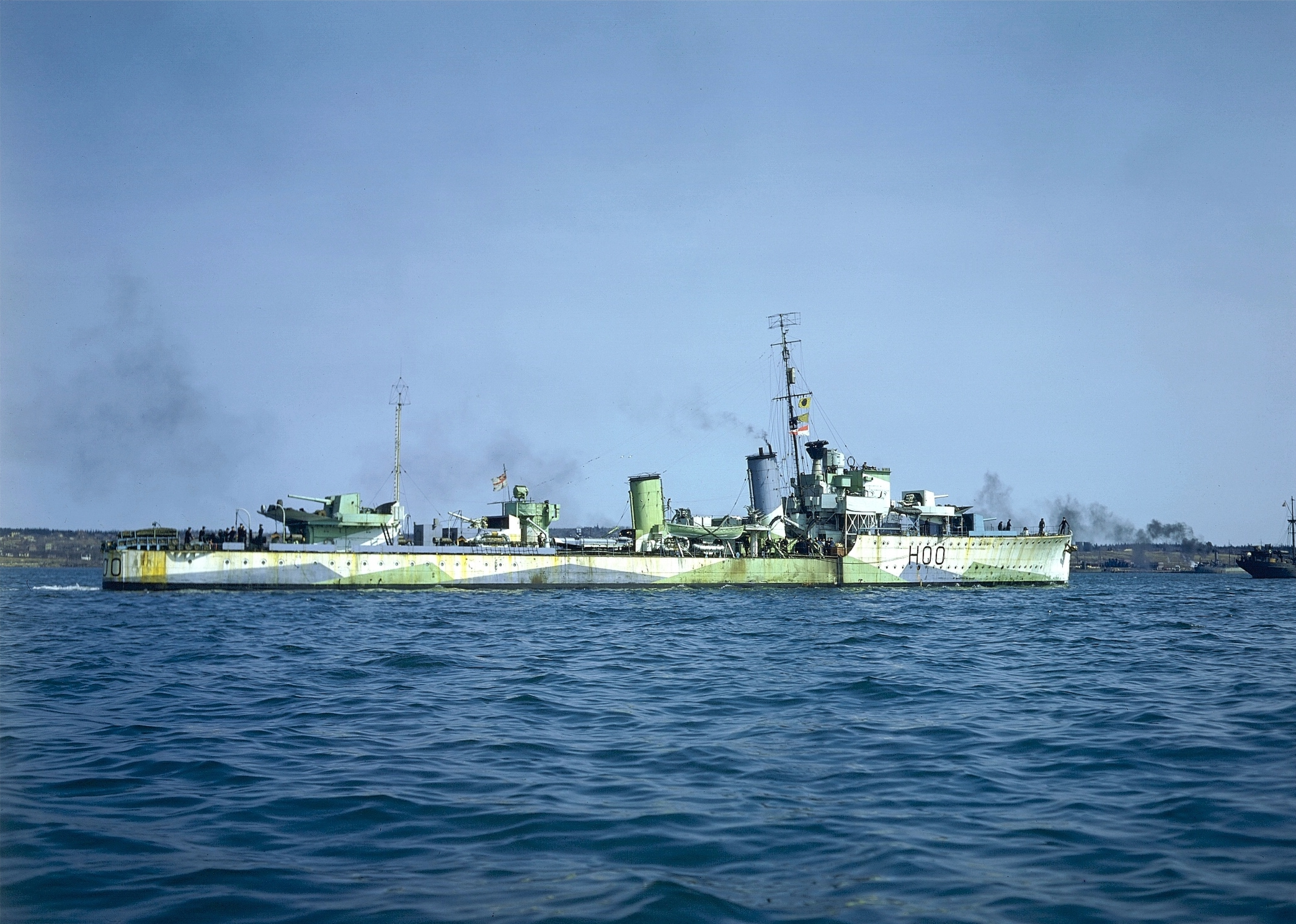
Эскадренный миноносец HMCS Restigouche Королевских ВМС Канады, около 1944—1945

Эскадренные миноносцы типов C и D приняли активное участие в боевых действиях Второй мировой войны. В конце 1930-х все корабли типа C были переданы КВМФ Канады и получили новые названия (см. список кораблей типа). Большая часть эсминцев типа «D» не была модернизирована из-за ранней гибели. В 1940 и 1943 Канаде были переданы два эсминца серии D. 9 из 14 эсминцев данных типов погибло в результате действий противника. Уцелевшие корабли использовались в основном в качестве эскортных миноносцев, а после войны были проданы на слом.
В ходе войны корабли неоднократно подвергались модернизациям и смене вооружения. 76-мм орудие было демонтировано в 1936—1938 гг. со всех кораблей типа C, но возвращено в 1940—1941 взамен одного из четырёхтрубных торпедных аппаратов. В конце войны уцелевшие единицы несли типичное для эскортных миноносцев вооружение, состоящее из трёх 120-мм орудий, шести 20-мм зенитных артиллерийских установок, одного четырёхтрубного торпедного аппарата, РБУ «Хеджехог».

## Список эсминцев типа C[4][9][10]

### Лидер флотилии
| Номер вымпела      | Название       | Верфь-строитель        | Дата закладки  | Дата спуска на воду | Дата вступления в состав флота | Дата вывода из состава флота/гибели | Судьба |
| ------------------ | -------------- | ---------------------- | -------------- | ------------------- | ------------------------------ | ----------------------------------- | --- |
| D18 (с 1940 — I18) | HMS Kempenfelt | J. Samuel White, Cowes | 1 октября 1930 | 29 октября 1931     | май 1932                       | 10 ноября 1945                      | В 1939 передан КВМФ Канады (переименован в HMCS Assiniboine), при буксировке на разборку сел на мель у Острова Принца Эдуарда, разобран в 1952 |

### Серийные корабли
| Номер вымпела | Название     | Верфь-строитель        | Дата закладки   | Дата спуска на воду | Дата вступления в состав флота | Дата вывода из состава флота/гибели | Судьба |
| ------------- | ------------ | ---------------------- | --------------- | ------------------- | ------------------------------ | ----------------------------------- | --- |
| H00           | HMS Comet    | HM Dockyard Portsmouth | 1 сентября 1930 | 30 сентября 1931    | июнь 1932                      | 1946                                | В 1938 передан КВМФ Канады (переименован в HMCS Restigouche), в 1946 исключён из состава флота, разобран на металл                   |
| H60           | HMS Crusader | HM Dockyard Portsmouth | 1 сентября 1930 | 30 сентября 1931    | май 1932                       | 14 сентября 1942                    | В 1938 передан КВМФ Канады (переименован в HMCS Ottawa), погиб в результате атаки германской подводной лодки U-91 у побережья Канады |
| H83           | HMS Cygnet   | Vickers-Armstrongs     | 1 декабря 1930  | 29 сентября 1931    | апрель 1932                    | 1946                                | В 1937 передан КВМФ Канады (переименован в HMCS St. Laurent), продан на слом в 1947                                                  |
| H48           | HMS Crescent | Vickers-Armstrongs     | 1 декабря 1930  | 29 сентября 1931    | апрель 1932                    | 28 июня 1940                        | Погиб в результате столкновения с крейсером ПВО HMS Calcutta в устье Жиронды                                                         |

## Список эсминцев типа D[4][9][10]

### Лидер флотилии
| Номер вымпела      | Название   | Верфь-строитель         | Дата закладки   | Дата спуска на воду | Дата вступления в состав флота | Дата вывода из состава флота/гибели | Судьба             |
| ------------------ | ---------- | ----------------------- | --------------- | ------------------- | ------------------------------ | ----------------------------------- | ------------------ |
| D99 (с 1940 — I99) | HMS Duncan | HM Dockyard, Portsmouth | 3 сентября 1931 | 7 июля 1932         | апрель 1933                    | 1945                                | Разобран на металл |

### Серийные корабли
| Номер вымпела | Название     | Верфь-строитель                                | Дата закладки  | Дата спуска на воду | Дата вступления в состав флота | Дата вывода из состава флота/гибели | Судьба |
| ------------- | ------------ | ---------------------------------------------- | -------------- | ------------------- | ------------------------------ | ----------------------------------- | --- |
| H53           | HMS Dainty   | Fairfield Shipbuilding and Engineering Company | 20 апреля 1931 | 3 мая 1932          | январь 1933                    | 24 февраля 1941                     | Потоплен германской авиацией в гавани Тобрука                                                                                     |
| H16           | HMS Daring   | John I. Thornycroft & Company                  | июнь 1931      | 7 апреля 1932       | ноябрь 1932                    | 18 февраля 1940                     | Погиб в результате атаки германской подводной лодки U-23 у побережья Шотландии                                                    |
| H75           | HMS Decoy    | John I. Thornycroft & Company                  | июнь 1931      | 7 июня 1932         | апрель 1933                    | 1946                                | В 1943 передан КВМФ Канады (переименован в HMCS Kootenay), после войны разобран на металл                                         |
| H07           | HMS Defender | Vickers-Armstrongs                             | июнь 1931      | 7 апреля 1932       | октябрь 1932                   | 11 июля 1941                        | Поврежден германской авиацией у Тобрука, затонул при буксировке в районе Сиди-Баррани                                             |
| H38           | HMS Delight  | Fairfield Shipbuilding and Engineering Company | 22 апреля 1931 | 2 июня 1932         | январь 1933                    | 29 июля 1940                        | Тяжело поврежден германской авиацией у Портленда, отбуксирован в порт, где затонул в ночь с 29 на 30 июля 1940                    |
| H22           | HMS Diamond  | Vickers-Armstrongs                             | сентябрь 1931  | 8 апреля 1932       | ноябрь 1932                    | 27 апреля 1941                      | Потоплен германской авиацией у мыса Малея (Греция)                                                                                |
| H49           | HMS Diana    | Palmers Shipbuilding and Iron Company          | июнь 1931      | 16 июня 1932        | декабрь 1932                   | 22 октября 1940                     | В 1940 передан КВМФ Канады (переименован в HMCS Margaree), погиб при столкновении с транспортом «Port Fairy» в Северной Атлантике |
| H64           | HMS Duchess  | Palmers Shipbuilding and Iron Company          | июнь 1931      | 19 июля 1932        | январь 1933                    | 12 декабря 1939                     | Погиб в результате столкновения с линейным кораблём HMS Barham у побережья Шотландии                                              |